# Ulrich Maiß

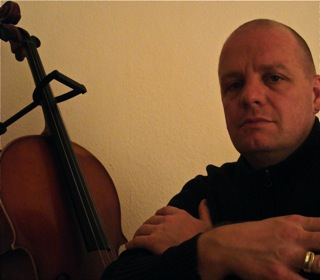
Ulrich Maiss, vor 2011

Ulrich Maiß (auch Cellectric; * 1967 in Düsseldorf) ist ein deutscher Cellist. Er ist unter anderem als Interpret zeitgenössischer Kammermusik bekannt. Seine Solo-Projekte im Bereich der experimentellen Musik und die musikalische Zusammenarbeit mit diversen Folk- und Rock-Formationen führten ihn über West-Europa, Griechenland und die Türkei bis nach Japan, in die USA und nach Kanada.

## Leben
Maiß studierte Violoncello zuerst als Jungstudent an der Folkwang Hochschule in Essen und Duisburg, dann an der Universität der Künste Berlin. Er arbeitete unter anderem mit Robert Wilson, Lou Reed, Zülfü Livaneli, Al Di Meola, Joseph „Butch“ Rovan, Mario Bertoncini und Theodor Franck. Durch seine Studioarbeit ist er auf Produktionen von Element of Crime, Metallica, ChillFactor 5, Vinx und Alexander Veljanov zu hören. In seinem Repertoire ist eine Solo-Interpretation von Lou Reeds Metal Machine Music unter dem Titel CelloMachine.
Mit Lou Reed und Robert Wilson erarbeitete er am Berliner Ensemble die Produktion Lulu. Für das gleichnamige Album von Lou Reed mit Metallica wurden die zugrundeliegenden Improvisationen von Lou Reed, Sarth Calhoun und Maiß verwendet. Er trat auf mit dem türkischen Autor, Filmemacher und Sänger Zülfü Livaneli und arbeitete mit dem italienischen Musiker Paolo Eleodori (Duo Maori), außerdem mit Ernst v. Hopffgarten (Wendland) und Christof Hartmann (Düsseldorf) zusammen.
Maiß war mehrere Jahre als Dozent und Lehrer an einer Rostocker Privatschule tätig. Mittlerweile leitet er eine Weinhandlung in Schwerin, in der er regelmäßig Konzerte veranstaltet.